# Fornuft
Fornuft er evnen til at bringe orden og rette proportioner i menneskets erfaringer og tænkning, evnen til bevidst at få mening ud af ting, anvende logik, etablere og verificere fakta. Fornuften kan ændre eller retfærdiggøre praksis, institutioner og overbevisning, baseret på ny eller eksisterende information. Den er tæt forbundet med menneskelige aktiviteter som filosofi, videnskab, sprog, matematik og kunst og betragtes normalt som en af den menneskelige naturs definitive egenskaber. Begrebet bliver ofte opstillet som en modsætning til følelse (emotion).
Fornuft, eller et aspekt af den, kaldes undertiden rationalitet.
Fornuft er, ligesom vane og intuition, en af de måder, hvorpå tænkning kommer fra én idé til en anden idé. For eksempel er det den metode, hvorved fornuftige væsener tænker over årsag og virkning, sandhed og usandhed, godt og dårligt. Fornuften forbindes også med evnen til selvbevidst at ændre overbevisning, attitude, traditioner og institutioner, og dermed med evnen til at opnå frihed og selvbestemmelse.
Et verbum, der er tilknyttet fornuften, er at ræsonnere, der defineres som "at tænke logisk og fornuftigt". Disciplinen logik studerer måder hvorpå mennesker ræsonnerer sig logisk igennem et argument. "At ræsonnere (over noget)" kan dermed forstås som at begrunde, forklare eller retfærdiggøre en begivenhed, et fænomen eller en adfærd gennem argumenter og slutninger (såkaldte ræsonnementer), der er opnået gennem brug af fornuften og logikken.
Psykologer og kognitionsforskere har forsøgt at forklare, hvordan mennesket ræsonnerer, dvs. hvilke kognitive og neurale processer der aktiveres, når man anvender sin fornuft. De har også søgt at forklare, og hvordan kulturelle faktorer påvirker de slutninger, man drager. Feltet automatiseret ræsonnement studerer hvordan fornuft potentielt kan modelleres ved hjælp af computere. Dyrepsykologi beskæftiger sig med spørgsmålet, om andre væsener end mennesket har fornuft.

## Filosofisk historie
Påstanden om at fornuften giver menneskeheden en særlig placering i naturen er blevet kaldt en af den vestlige filosofis, og senere moderne videnskabs, definerende egenskaber, og trækker rødder tilbage til Antikkens Grækenland. Filosofi kan beskrives som en livsstil baseret på fornuft, og i modsat retning har fornuften været en af de største genstande for filosofiske diskussioner siden Oldtiden. Fornuften siges også at være refleksiv eller "selvkorrigerende", og kritik af fornuften har været et gennemgående tema indenfor filosofi.

### Klassisk filosofi
Mange klassiske filosoffer forstod naturen teleologisk, dvs. at hver enkelt type ting havde et definitivt formål, som passede ind i en naturorden, som også selv havde formål. Fornuften var i denne forståelse ikke blot en egenskab som mennesker tilfældigvis har, men nød en større anseelse end den menneskelige naturs andre egenskaber, da den var noget som menneskene havde til fælles med selve naturen, og dermed forbandt en tilsyneladende udødelig del af menneskets sind med kosmos' guddommelige orden. I det menneskelige sind eller sjæl (psyke) blev fornuften af Platon beskrevet som værende den naturlige monark, som burde herske over de andre dele. Aristoteles, Platons elev, definerede mennesker som fornuftige dyr, og lagde vægt på fornuften som værende en del af menneskets natur. Han definerede den ypperste form for menneskelig glæde eller velbefindende (eudaimonia) som værende et liv, der leves helt og holdent i overensstemmelse med fornuften.
Hvilke konklusioner man kan drage fra Platon og Aristoteles' diskussioner om fornuften, er et af de mest debatterede emner i filosofiens historie. Teleologiske beretninger såsom Aristoteles' var en enorm indflydelse for senere tænkere, der forsøgte at forklare fornuften på en måde, der var i overensstemmelse med monoteisme og den menneskelige sjæls guddommelighed og idødelighed. For eksempel har kosmos i den neoplatoniske filosof Plotins tekster en sjæl, som er hjemsted for al fornuft, og som alle individuelle menneskers sjæle er en del af. Fornuften var for Plotin både det, der gav de materielle ting form, og det lys som bragte individuelle sjæle tilbage til deres kilde. Sådanne neoplatoniske beretninger om den fornuftige del af menneskesjælen var meget udbredte blandt middelalderlige islamiske filosoffer, og kom igennem disses indflydelse, især Averroes', senere til at blive debatteret seriøst i Europa indtil et godt stykke inde i Renæssancen. De er fortsat et vigtigt emne indenfor iransk filosofi.

### Subjekt-centreret fornuft i tidlig moderne filosofi
Den tidlige moderne periode repræsenterede, særligt i Europa, en række større ændringer i forståelse af fornuften. En af de største af disse ændringer var udviklingen i den metafysiske forståelse af mennesket. Videnskabsfolk og filosoffer begyndte at tvivle på den hidtidige teleologiske forståelse af verden. Naturen blev ikke længere antaget at være menneskelignende med sine egne mål og fornuft, og menneskets natur blev ikke længere antaget at fungere i henhold til noget andet end de samme "naturlove" som gælder for selv livløse ting. Denne nye forståelse fordrev efterhånden det hidtidige verdenssyn, der byggede på en spirituel forståelse af universet.
I henhold til dette nye menneskesyn afviste den franske filosof René Descartes i det 17. århundrede eksplicit den traditionelle, aristoteliske forståelse af mennesker som "rationelle dyr", og foreslog i stedet at mennesker ikke er mere end "tænkende ting" på linje med enhver anden "ting" i naturen. Enhver kilde til viden udenfor den forståelse kunne derfor nu betvivles.
I sin søgen efter et fundament for al tænkelig viden besluttede Descartes sig for at betvivle al viden – med undtagelse sindet selv i tænkningsprocessen:
På dette tidspunkt indrømmer jeg intet, der ikke nødvendigvis er sandt. Jeg er derfor præcis intet andet end en tænkende ting; det vis sige et sind, eller intellekt, eller forståelse, eller fornuft – ord hvis meninger jeg tidligere var uvidende om.
Dette blev med tiden kendt som epistemologisk eller "subjekt-centreret" fornuft, fordi den er baseret på det vidende subjekt, som erkender resten af verden og det selv som en række objekter, der skal studeres og mestres ved at anvende den viden der akkumuleres gennem sådanne studier.
En af Descartes' samtidige, Thomas Hobbes, beskrev fornuft som en bredere udgave af "addition og subtraktion" som ikke begrænser sig til tal. Denne forståelse af fornuft kaldes somme tider "kalkulativ" fornuft. Hobbes hævdede, ligesom Descartes, at "Overhovedet ingen Tale kan Afsluttes med en absolut viden om Kendsgerninger, fortidige eller fremtidige. For hvad angår en Viden om en Kendsgerning, så er den oprindelig Sansning og dernæst er den for altid Hukommelse".
I perioden fra det sene 17. århundrede og på gennem det 18. århundrede videreudviklede John Locke og David Hume Descartes' tankegang. Hume trak den i en særligt skeptisk retning, da han hævdede at der ikke findes nogen måde hvorpå man deduktivt kan nå frem til forhold mellem årsag og virkning, og at ingen viden derfor er baseret alene på fornuften, selvom det kan virke sådan.
Hume bemærkede at "Vi taler ikke strengt og filosofisk når vi taler om kampen mellem følelse og fornuft. Fornuft er, og bør kun forblive, følelsernes slave, og kan aldrig foregive at kunne gøre andet end at tjene og lystre dem."  Hume nævnte tilmed at "fornuft er intet andet end et vidunderligt og uforståeligt instinkt i vores sjæle, som bærer os på vej langs et bestemt spor af idéer, og udstyrer dem med bestemte kvaliteter i overensstemmelse med deres bestemte situationer og relationer."  Heraf fulgte at selv dyr besad fornuft, omend i en væsentlig mindre kompleks udgave end den menenskelige fornuft.
I det 18. århundrede forsøgte Immanuel Kant at vise at Hume tog fejl, ved at demonstrere at et "transcendentalt" selv, eller "Jeg", var en nødvendig betingelse for al erfaring. Derfor, mente Kant, er det på basis af et sådanne selv, muligt at ræsonnere både om den menneskelige videns betingelser og begrænsninger. Så længe disse begrænsninger respekteres kan fornuft være et redskab for moral, retfærdighed og forståelse.

### Materiel og formel fornuft
Ifølge Kant, som skrev nogle af de mest indflydelsesrige moderne afhandlinger om emnet, var fornuftens store dåd at den er i stand til at udøve en form for universel lovgivning. Kant var derfor i stand til at omformulere grundlaget for moral-praktisk, teoretisk (eller "ren") og æstetisk fornuft på basis af "universelle" love.
For Kant er praktisk fornuft den selv-lovgivende eller selvstyrende formulering af universelle normer, og teoretisk, eller ren, fornuft den måde hvorpå mennesker postulerer universelle naturlove.
Menneskers etiske autonomi eller frihed afhænger af deres evne til at opføre sig i henhold til de love, de gives af den korrekte anvendelse af den praktiske fornuft. Dette står i kontrast til tidligere forståelser af etik, som oftest enten fik deres hovedindhold fra religiøs forståelse og fortolkning eller fra naturen.
Ifølge Kant skal ethvert individ i et frit samfund kunne forfølge deres mål på den måde de selv ønsker, så længe deres handlinger er i overensstemmelse med de principper, der gives af fornuften. Han formulerede selv et sådanne princip, kendt som det kategoriske imperativ", ifølge hvilket en handling kun kunne retfærdiggøres såfremt den kunne gøres universel:
Handl kun ifølge den maksime ved hvilken du samtidig kan ville, at den bliver en almengyldig lov
I modsætning til Hume insisterer Kant derfor på at fornuften selv har naturlige formål, nemlig løsningen på de metafysiske problemer, især opdagelsen af etikkens ("sædernes") fundament. Kant hævdede at dette problem kunne løses med hans "transcendentale logik", som i modsætning til almindelig logik ikke kun er et redskab, der kan bruges i flæng (som den var for Aristoteles), men derimod en teoretisk videnskab i sin egen ret, og grundlaget for alle de andre.
Ifølge Jürgen Habermas er fornuftens indholdsmæssige enhed gået i opløsning i moderne tid, således at den ikke længere kan besvare spørgsmålet "Hvordan bør jeg leve?" I stedet bliver fornuftens enhed nødt til at være strengt formel, eller "processuel". Han beskriver således fornuften som en gruppe på tre autonome områder (modelleret på Kants tre kritikker):
1. Kognitiv-instrumental fornuft er den type fornuft, der anvendes af videnskaberne. Den bruges til at observere begivenheder, til at forudsige og kontrollere udfald, og til at gribe ind i verden på basis af dens hypoteser;
2. Moralsk-praktisk fornuft  er den, der anvendes til at drøfte og diskutere spørgsmål indenfor den etiske og politiske scene, i henhold til universaliserbare procedurer (meget lig Kants kategoriske imperativ); og
3. Æstetisk fornuft  findes typisk i kunstværker og litteratur, og omfatter de nyskabende måder at se verden på og fortolke ting herigennem.

For Habermas er disse tre områder eksperternes domæne, og bør derfor medieres med "livsverdenen" af filosoffer. Ved at tegne dette billede af fornuften håbede Habermas at kunne demonstrere at den enhed, som fornuftens formaliserbare processer udgør, kan kompensere for den indholdsmæssige enhed, som i førmoderne samfund kunne besvare spørgsmål om det gode liv.

### Kritik af fornuften
Hamann, Herder, Kant, Hegel, Kierkegaard, Nietzsche, Heidegger, Foucault, Rorty og mange andre filosoffer har bidraget til en debat om hvad fornuft betyder eller bør betyde. Nogle, såsom Kierkegaard, Nietzsche og Rorty, er skeptiske overfor idéen om en subjekt-centreret, universel eller instrumentel fornuft, hvis ikke ligefrem skeptiske overfor fornuften som helhed. Andre, heriblandt Hegel, mener at fornuften har sløret vigtigheden af intersubjektivitet, eller "ånden" i menneskets liv, og har forsøgt at rekonstruere en model over hvad fornuften burde være.
Nogle tænkere, såsom Foucault, mener at der findes andre former for fornuft, der forsømmes, men er essentielle i det moderne liv, og for vores forståelse af hvad det vil sige at leve et liv i overensstemmelse med fornuften.
I de seneste årtier er der fremkommet en række forslag om at "omdirigere" denne kritik af fornuften, eller at anerkende fornuftens "andre stemmer" eller "nye områder". For eksempel har Habermas, som modsvar til den subjekt-centrerede fornuft, foreslået en model for kommunikativ fornuft, hvor fornuft er en essentielt kooperativ aktivitet baseret på lingvistisk intersubjektivitet.
Nikolas Kompridis har foreslået et vidtrækkende syn på fornuften som "det ensemble af praksis, som bidrager til åbningen og bevaringen af åbenhed" i menneskelige anliggender, og et fokus på fornuftens muligheder i forhold til social forandring.
Filosoffen Charles Taylor har, inspireret af Martin Heidegger, foreslået at man bør inkludere evnen til Erschlossenheit, som er relateret til den måde hvorpå vi finder mening i ting i dagligdagen, som et nyt "område" af fornuften.
I essayet "Hvad er oplysning?"  foreslår Michel Foucault et kritikbegreb baseret på Kants skelnen mellem "privat" og "offentlig" brug af fornuft:
- Privat fornuft er den fornuft, der anvendes når et individ er "et hjul i et maskineri" eller når man "har en rolle at spille i samfundet og arbejde at udføre: at være en soldat, at have skatte at betale, at være ansvarlig for en menighed, at være en offentlig embedsmand."
- Offentlig fornuft er den fornuft, der anvendes "når man ræsonnerer som et fornuftigt væsen (og ikke som et hjul i et maskineri), når man ræsonnerer som et medlem af en fornuftig menneskehed." Under disse omstændigheder, "skal brugen af fornuft være fri og offentlig."[4]

## Relaterede begreber

### Logik
Udtrykket "logik" eller at noget "er logisk" anvendes somme tider som om det var synonymt med "fornuft" eller med at være "fornuftigt" eller "rationelt", mens logik andre gange ses som den mest rene eller definitive form for fornuft. Et eksempel er den moderne økonomiske teori rational choice, hvori de antages at dets betydning er lig med at træffe et logisk konsistent valg.
Fornuft og logik kan dog tænkes som adskilte, omend logik er et vigtigt afspekt af fornuft. Forfatteren Douglas Hofstadter karakteriserede i Gödel, Escher, Bach forskellen ved at sige at logik anvendes i et system, mens fornuft anvendes udenfor systemet via metoder såsom at springe trin over, arbejde baglæns, tegne diagrammer, se på eksempler eller observere hvad der sker hvis man ændrer systemets regler.
Fornuft er en type tænkning, og ordet "logik" involverer forsøget på at beskrive regler eller normer som ræsonnementer fungerer efter, således at velordnede ræsonnementer kan læres. Det ældste overlevende dokument, der eksplicit overvejer reglerne som fornuften arbejder efter, er Aristoteles' værker, særligt Analytica Priora og Analytica Posteriora, som begge var en del af Aristoteles' såkaldte Organon om logik. Selvom de gamle grækede ikke havde noget ord for logik, der var separat fra ordet for sprog og fornuft, identificerede Aristoteles' nyligt opfundne ord "syllogisme" (syllogismos) for første gang klart logik som et distinkt studieområde. Når Aristoteles henviste til "det logiske" (hē logikē), henviste han bredere til rationel tænkning.

### Årsag-og-virkning-tænkning og symbolsk tænkning
Flere filosoffer, heriblandt Hobbes, Locke og Hume, har udpeget at nogle dyr med al tydelighed også er i stand til en form for "associativ tænkning", og kan ligefrem associere årsager og virkninger. En hund, der engang er blevet sparket, kan lære at genkende advarselstegnene og undgå at blive sparket i fremtiden, men dette betyder ikke at hunden i streng forstand besidder fornuft. Det betyder heller ikke at mennesker, der agerer på basis af erfaring eller vane anvender deres fornuft.
Menneskelig fornuft kræver mere end blot at være i stand til at associere to idéer, selv hvis disse to idéer af et fornuftigt menneske kan beskrives som en årsag og en virkning, såsom opfattelse af røg og minder om ild. For at fornuften bliver involveret skal associeringen af røgen og ilden være tænkt igennem på en måde, der kan forklares - eksempelvis som årsag og virkning.
Mere overordnet kræver fornuft i streng forstand evnen til at skabe og manipulere et system af symboler og, ifølge Charles Sanders Peirce, herudover indekser og ikoner, da symbolerne kun har en nominel, omend tilvænnet, forbindelse til enten røg eller ild. Et eksempel på et sådanne system af kunstige symboler og tegn er sprog.
Fornuftens forbindelse til symbolsk tænkning er blevet udtrykt af filosoffer på flere forskellige måder. Thomas Hobbes beskrev skabelsen af "Mærker eller Kendetegn med henblik på at huske" som Tale. Han anvendte ordet Tale ("speech" på engelsk) i stedet for det græske ord logos så tale ikke behøvede blive kommunikeret. Når den kommunikeres bliver sådanne tale til sprog, og mærkerne eller kendetegnene kaldes "Tegn" af Hobbes. Længere tilbage i tiden har selv Aristoteles nævnt at dyr med forestillingsevne, for hvem sanseperceptioner kan vare ved, er de der kommer tættest på at besidde noget lig fornuft og nous, og anvender sågar i en passage ordet "logos" til at beskrive forskellene som dyr kan opfatte i sådanne situationer.

### Forestillingsevne, mimesis og hukommelse
Fornuft og forestillingsevne (fantasi) er begge afhængige af lignende mentale processer. Forestillingsevne findes ikke kun hos mennesker, og selv Aristoteles understregede at phantasia (fantasi: det som kan holde billeder eller phantasmata) og phronein (en type tænkning der kan dømme og forstå i en vis forstand) også eksisterer hos visse dyr. Ifølge ham er begge relaterede til dyrernes primære perceptive evne, som indsamlinger perceptioner af forskellige sansninger og definerer tingenes orden uden at bemærke universalier og uden overvejelse eller logos.
Terrence Deacons og Merlin Donalds moderne litteratur om sprogets oprindelse forbinder også fornuften ikke kun med sproget, men også med mimesis, Nærmere bestemt beskriver de en unikt menneskelig evne til at skabe sprog som en del af en intern modellering af virkeligheden. I modsætning hertil står eksempelvis Noam Chomsky og Steven Pinker som fortalere for at sprog i sig selv har en genetisk disposition. 

## Traditionelle problemstillinger
To kategorier af problemstillinger om fornuften er i mange år blevet debatteret af filosoffer - især omkring menenskelige ræsonnementer om fornuften selv, eller med andre ord: at filosofere om det at filosofere. Det første spørgsmål går på hvorvidt man kan være sikker på at fornuften kan opnå sand viden på en bedre måde end andre måder at forsøge at opnå sådanne viden på. Det andet spørgsmål vedrører hvorvidt et fornuftsliv, et liv der søger at blive vejledt af fornuften, an forventes at blive et lykkeligt liv i højere grad end andre livsstile.

### Sandhed og "første principper"
Siden Antikken har et tilbagevendende spørgsmål i filosofiske debatter vedrørt fornuftens rolle i at bekræfte sandhed. Mennesker anvender logik, deduktion og induktion, til at nå konklusioner som de mener er sande. Konklusioner, der nås på denne måde, betragtes generelt som mere sikre end sanseoplevelser på egen hånd. På den anden side er der det problem at, såfremt disse ræsonnerede konklusioner oprindeligt kun bygger på et grundlag af sanseoplevelser, kan selv de mest logiske konklusioner ikke være sikre, da de bygger på de selvsamme fejlbarlige perceptioner som de søger at forbedre.
Dette fører til spørgsmålet om hvilke typer første principper, eller udgangspunkter for fornuften, der er tilgængelige for en person, der søger at nå frem til sande konklusioner. På græsk kaldes "første principper" således archai, "udgangspunkter", og den evne, der anvendes til at erkende dem, betegnes somme tider både af Aristoteles og Platon som nous, der betydningsmæssigt læner sig op af opmærksomhed eller bevidsthed.
Empirisme, der normalt associeres med de britiske filosoffer såsom John Locke og David Hume, hævder at sanseindtryk er det eneste tilgængelige udgangspunkt for fornuften og forsøg på at opnå sandhed. Denne tilgang fører altid til den kontroversielle konklusion at det ikke er muligt at opnå absolut viden. Idealisme, der ofte forbindes med Platon og hans skole, hævder heroverfor at der findes en "højere" virkelighed, hvorfra visse mennesker kan opnå sandheden direkte, uden at behøve udelukkende at støtte sig til sanserne, og at denne højere virkelighed derfor er den primære kilde til sandhed.
Siden det 17. århundredes rationalister er fornuften ofte blevet formodet at være en subjektiv evne, eller snarere en selvstændig evne (ren fornuft) til at danne begreber uden hjælp. For Descartes, Spinoza og Leibniz blev denne associeret med matematik. Hume nægtede, som tidligere nævnt, at fornuft spillede nogen rolle for erfaringen, og Kant forsøgte herimod at vise at ren fornuft kunne danne begreber (tid og rum), som er betingelserne for enhver erfaring.

### Følelser og lidenskab
Efter Platon og Aristoteles behandlede vestlig litteratur hovedsageligt fornuften som værende den evne, der trænede lidenskaberne og lysterne,[kilde mangler] med visse undtagelser såsom stoisk filosofi.[kilde mangler] Efter Oplysningstidens dybdegående kritikker af fornuften ophørte denne tendens dog, os lysterne blev kun sjældent herefter forbundet med, eller forvekslet med, lidenskaberne.[kilde mangler] Nogle Oplysningsfilosoffer fulgte på dette punkt den tidligere stoiske filosofi, og mente at fornuften burde modsætte sig lidenskaben, mens andre, såsom romantikerne mente at lidenskaben burde herske over fornuften, eller helt ignorere den, som det blandt andet kan ses i det moderne udtryk "følg dit hjerte".[kilde mangler]
Fornuften er blevet set som lidenskabens slave, centralt af David Hume, men senere også af Freud.[kilde mangler] Denne udlægning kan blandt andet ses i den psykologiske forsvarsmekanisme kaldet rationalisering, hvorved fornuften forsøger at overbevise om at et begæret objekt kræves af logiske årsager.[kilde mangler]
Rousseau hævdede i sin anden Afhandling, at fornuften og det politiske liv ikke er naturlige, og muligvis er skadelige for menneskeheden. Heri stillede han spørgsmålstegn ved hvad der reelt kan siges om hvad der er "naturligt" for menneskeheden. Rousseau så to principper, der stod før fornuften i den menneskelige natur: For det første har mennesker en intens interesse i deres eget velbefindende, og for det andet protesterer de imod et andet sansende væsens lidelse eller død, især et der minder om mennesket selv. Disse to lidenskaber fører mennesket til at begære mere end det kan opnå, og dermed til at blive afhængigt af andre mennesker, af autoritetsforhold og lydighed - og gør således menneskeheden til slaver. Rousseau vover næsten at sige at naturen ikke ønsker at mennesket skal være sundt. Ifølge Velkley, "skitserer Rousseau visse rationelle selvkorrigeringsprogrammer, hvoraf det bedst kendte er den politiske lovgivning i Contrat Social og den moralske uddannelse i Émile. Uanset hvad så mener Rousseau at sådanne korrektioner kun er lapperier på en grundlæggende utilfredsstillende tilstand, nemlig den socialt og intellektuelt korrumperede menneskehed."
Rousseaus dilemma førte Kant til at retfærdiggøre fornuft som friheden til at gøre godt og ondt - disse kan dermed ikke skyldes naturne eller Gud. På flere måder fortsatte den tyske idealisme efter Kant, såvel som flere senere tænkere såsom Nietzsche, Bergson, Husserl, Scheler og Heidegger, med at undersøge problemerne der kommer fra fornuftens metafysiske krav eller 'drifter'. Rousseau og disse senere forfattere fik også en stor indflydelse på kunst og politik. Mange forfattere (såsom Nikos Kazantzakis) forherliger således lidenskaben og nedgør fornuften. Indenfor politik kan moderne nationalisme ses som en efterkommer af Rousseaus argument om at rationalistisk kosmopolitanisme bringer mennesker længere væk fra dets naturlige tilstand.
Et andet syn på fornuft og følelse blev fremlagt i bogen Descartes' Error (1994) af Antonio Damasio. Heri præsenterer Damasio "hypotesen om somatiske markører" ifølge hvilken følelser vejleder adfærd og beslutningstagen. Damasio hævder at disse somatiske markører (der kollektivt benævnes "gut feelings", eller på dansk "mavefornemmelser") er "intuitive signaler", som styrer vores beslutningsprocesser på en bestemt måde, der ikke kan løses med fornuft alene. Damasio hævder herudover at fornuften kræver følelsesmæssigt input for overhovedet at kunne fungere.

### Tro og tradition
Der findes mange religiøse traditioner, hvoraf visse er eksplicit fideistiske og andre hævder diverse grader af rationalisme. Sekulære kritikere beskylder somme tider alle religiøse tilhængere for at være irrationelle, da de påstår at sådane tilhængere ignorerer, undertrykker eller forbyder nogle former for ræsonnementer omkring visse emner (såsom religiøse dogmer, moralsk tabu, etc.). Selvom teologierne og religioner såsom klassisk monoteisme typisk ikke ser sig selv som irrationelle, ses der ofte en konflikt eller spændinger mellem tro og tradition på den ene side, og fornuft på den anden, som potentielt konkurrerende kilder til visdom, lov og sandhed.
Religiøse tilhængere svarer somme tider igen på denne kritik ved at indvende at tro og fornuft kan forenes, at de kan have forskellige, ikke-overlappende domæner, eller at kritikerne gør sig skyldige i en lignende form for irrationalisme:
- Forening: Filosoffen Alvin Plantinga har hævdet at der ikke findes nogen reel konflikt mellem fornuft og klassisk teisme, da klassisk teisme (blandt andre ting) forklarer hvorfor universet er forståeligt og hvorfor fornuften kan være i stand til at fatte det.[52][53]
- Ikke-overlappende magisteria: Evolutionsbiologen Stephen Jay Gould har hævdet at der ikke behøver være en konflikt mellem fornuft og religiøs tro, da de begge er autoritative på deres eget domæne (eller "magisterium", efter det romersk-katolske kirke begreb for at have autoriteten til at lære fra sig).[54][55] For eksempel er fornuften på egen hånd måske ikke nok til at kunne forklare så store spørgsmål som universets oprindelse, livets begyndelse eller bevidsthedens oprindelse,[56] moralitetens fundament eller menneskehedens skæbne. Hvis det er tilfældet så kan fornuften arbejde med de problemer, som den har autoriteten over, mens andre kilder til viden eller opfattelse kan have autoritet på de store spørgsmål.[57]
- Tu quoque: Filosofferne Alasdair MacIntyre og Charles Taylor hævder at de kritikere af traditionel religion, som samtidig er tilhængere af sekulær liberalisme, selv somme tider gør sig skyldige i at ignorere, undertrykke og forbyde nogle former for ræsonnementer omkring visse emner.[58][59] På samme måde har visse videnskabsfilosoffer, såsom Paul Feyerabend, hævdet at videnskabsfolk somme tider ignorerer eller undertrykker håndfaste beviser, der er i modstrid med det fremherskende paradigme.

Nogle kommentatorer har hævdet at vestlig civilisation næsten kan defineres ud fra dens seriøse efterprøvelse af grænserne for spændingen mellem "selvstændig" fornuft og tro i "åbenbarede" sandheder — figurativt opsummeret som henholdsvis Athen og Jerusalem. Leo Strauss omtalte et "Større Vesten", der omfattede alle områder, der var påvirket af spændingen mellem græske rationalisme og abrahamisk åbenbaring, heriblandt de muslimske lande. Han var på dette punkt især påvirket af den store muslimske filosof Al-Farabi. For at kunne undersøge i hvor høj grad østlig filosofi kan have taget del i dette vigtige spændingsfelt, mente Strauss at man burde overveje hvorvidt dharma eller tao kan være tilsvarende naturen (den såkaldte physis på græsk). Ifølge Strauss involverede filosofiens begyndelse "opdagelsen eller opfindelsen af naturen" og at den før-filosofiske entitet der svarede til naturen kom fra begrener såsom skikke og 'veje', der syntes at være virkelig universelle på alle tider og steder. Det filosofiske begreb om naturen eller naturer som en måde at forstå archai (første principper for viden) førte til en særlig spænding mellem ræsonnementer på den ene hånd og tradition eller tro på den anden.
Selvom der er en særlig debat om fornuft og tro på de abrahamitiske religioner, islam, kristendom og jødedom, hævdes efterstræbelsen af fornuft somme tider at være fuldt ud kompatibel med praktisering af andre, ikke-monoteistiske religioner, såsom hinduisme, da disse ikke definerer deres grundsætninger på samme absolutte måde.

## Anvendelse indenfor særlige fagområder

### Politisk filosofi og etik
Aristoteles beskrev fornuft (med sprog) som en del af menneskets natur, og at det derfor er bedst for mennesker at leve "politisk" - dvs. i fællesskaber med en størrelse og udformning svarende til en lille bystat (polis på græsk).
Idéen om denne form for fast menneskelig natur indebar dermed at man kan definere hvilken type fællesskab, der altid vil være bedst for mennesker. Dette argument er forblevet et centralt argument i al politisk, etisk og moralsk tænkning siden da, og er blevet særligt kontroversielt siden Rousseaus Anden afhandling og, senere, evolutionsteorien. Allerede Aristoteles var dog opmærksom på at polis ikke altid havde eksisteret, og måtte være blevet opfundet eller udviklet af mennesket på egen hånd. Hjemmet kom først, og de første landsbyer var blot udvidelser af dette, hvor de første byer blev styret som om de stadig var familier, hvor kongerne agerede fædre. Med hensyn til familiens opståen tilskriver Aristoteles i den Nikomakhæiske etik ligeledes dette naturen:
| Citat | Venskabet mellem mand og kvinde synes at findes af natur. For mennesket har af natur større tendens til pardannelse end til statsdannelse, for så vidt familien går forud for og er nødvendigere end staten. Og for alle dyr er forplantningen det mest udbredte motiv. For de andre dyr handler fællesskabet om dette, men menneskene holder ikke blot sammen for forplantningens skyld, men også af hensyn til andre forhold i livet. Straks opsplittes arbejdet, og mandens og kvindens funktioner bliver forskellige. De hjælper hinanden, idet de med deres eget bidrager til det fælles. Og derfor synes både det gavnlige og det behagelige at findes i et sådant venskab. | Citat |
|       | |       |

I sin anden afhandling Rousseau hævdede Rousseau at virkeligheden faktisk er direkte omvendt: at fornuft, sprog og rationelt organiserede fællesskaber alle havde udviklet sig over en længere periode blot som et resultat af det faktum at visse samarbejdsvaner viste sig at løse visse problemer, og at efterhånden som dette samarbejde blev vigtigere, tvang det mennesker til at udvikle stadigt mere komplekst samarbejde — ofte blot for at forsvare sig mod hinanden.
Fornuft, sprog og rationelt fællesskab opstod derfor ikke på grund af nogen bevidst beslutning eller plan fra hverken mennesker eller guder, og ej heller på grund af nogen allerede eksisterende menneskelig natur. Rousseau hævdede derfor at det, at leve sammen i rationelt organiserede fællesskaber som moderne mennesker er en udvikling med mange negative aspekter sammenlignet med menneskets oprindelige tilstand som abe, og hvis der endelig er noget der er specifikt menneskeligt så er det menneskets fleksibilitet og tilpasningsevne. Dette syn - at kendetegnene for menneskets natur i virkeligheden blot nedstammer fra dyr - blev senere bakket op af Charles Darwins evolutionsteori.
Disse to konkurrerende teorier om fornuftens oprindelse er relevante for politisk og etisk teori på grund af deres forskellige konsekvenser for hvad den bedste måde at leve på er: Ifølge aristotelisk teori eksisterer der en ideel måde at leve på uafhængigt af historiske omstændigheder, hvorimod man ifølge den rousseauske teori helt bør betvivle at fornuft, sprog og politik overhovedet er en god ting. Rousseaus teori, at menneskets natur formbar snarere end fast, anses af mange (heriblandt Karl Marx) for at indebære at der findes en længere række mulige måder at leve på end der traditionelt kendes til.
Selvom Rousseaus tanker til at begynde med førte til blodige revolutioner imod traditionel politik, heriblandt både den franske revolution og den russiske revolution, var hans egne konklusioner omkring hvad der er den bedste form for fællesskab ganske klassiske, da han selv anbefalede bystater og livet på landet.

### Psykologi
Videnskabelig forskning i fornuften udføres indenfor felterne psykologi og kognitionsvidenskab. Psykologer forsøger her at afgøre hvorvidt mennesker er i stand til at tænke rationelt under forskellige omstændigheder.

#### Adfærdsmæssige eksperimenter
Eksperimentelle kognitive psykologer forsker i fornuftsadfærd. Denne type forskning kan for eksempel fokusere på hvordan mennesker klarer sig i tests af deres ræsonnementer såsom intelligens- eller IQ-tests, eller på hvor godt deres ræsonnementer matcher idealer, der sættes af logikken (eksempelvis Wason-testen). Eksperimenter undersøger hvordan mennesker drager følgeslutninger fra betingelser f.eks., Hvis A så B og hvordan de danner antagelser om alternativer, såsom A ellers B. De tester herudover hvorvidt mennesker kan foretage valide deduktioner om spatielle og tidsmæssige forhold, f.eks., A er til venstre for B, eller A sker efter B, og om kvantificerede påstande, såsom, Alle A er B. Visse eksperimenter undersøger hvordan mennesker når følgeslutninger om faktuelle situationer, hypotetiske muligheder, sandsynligheder og kontrafaktiske situationer.

#### Udviklingsstudier af børn
Udviklingspsykologer undersøger fornuftens udvikling fra fødslen og frem til voksenalderen. Piagets teori om kognitiv udvikling var den første samlede teori om fornuftens udvikling. Efterfølgende er der kommet flere alternative teorier til, heriblandt neo-Piagetiske teorier om kognitiv udvikling theories of cognitive .

#### Neurovidenskab
Hjernens biologiske funktion studeres af neurofysiologer og neuropsykologer. Forskning på dette område omfatter blandt andet en normaltfungerende hjernes struktur og funktion sammenlignet med en skadet eller på anden vis usædvanlig hjernes. Visse psykologer, såsom kliniske psykologer og psykoterapeuter, arbejder med at ændre uhjælpsomme vanlige ræsonnementer.

### Datalogi

#### Automatiserede ræsonnementer
Indenfor kunstig intelligens og datalogi studerer og anvender forskere automatiserede ræsonnementer til blandt andet automatiseret bevisførelse for programmeringssprogs formelle semantik samt formelle specifikationer indenfor softwareudvikling.

#### Meta-ræsonnementer
Meta-ræsonnementer er ræsonnementer om ræsonnementer. Indenfor datalogi siges et system at udføre meta-ræsonnementer når det ræsonnere om sin egen drift. Dette kræver et programmeringssprog, der er i stand til reflektion, dvs. evnen til at observere og ændre sin egen struktur og adfærd.

### Fornuftens udvikling
En art kan drage stor nytte fra en forbedret evne til at ræsonnere om, forudsige og forstå verden. Den franske samfunds- og kognitionsforsker Dan Sperber har beskrevet en idé om at der kan have været andre kræfter der har drevet fornuftens udvikling. Sperber pointerer at det er meget svært for mennesker at ræsonnere effektivt, og at det er hårdt for individer at betvivle deres egen overbevisning. At ræsonnere fungerer bedst når det gøres kollektivt - som det eksempelvis har kunnet ses i videnskaben som helhed. Ifølge Sperber kan dette være tegn på at ikke kun individer, men også pres for gruppeselektion kan være på spil. Enhver gruppe, som havde held med at finde effektive måder at ræsonnere på, kunne høste store fordele for alle dens medlemmer, som kunne gavne deres fitness. Dette kan også forklare hvorfor mennesker, ifølge Sperber, ikke er optimerede til at ræsonnere på egen hånd.

## Yderligere læsning
- Fornuft på PhilPapers
- Beer, Francis A., "Words of Reason", Political Communication 11 (Summer, 1994): 185-201.
- Gilovich, Thomas (1991), How We Know What Isn't So: The Fallibility of Human Reason in Everyday Life, New York: The Free Press, ISBN 0-02-911705-4
- Tripurari, Swami, On Faith and Reason Arkiveret 22. maj 2013 hos  Wayback Machine, The Harmonist Arkiveret 3. oktober 2016 hos  Wayback Machine, 27. maj 2009.